# Fortress of Fear
Fortress of Fear és un videojoc per a Game Boy de Nintendo desenvolupat per l'empresa britànica Rare que es va publicar en gener de 1990 per Acclaim Entertainment. Es tracta d'un joc d'aventures en 2D en què cal anar derrotant enemics en un castell poblat de monstres.

## Jugabilitat
Hi pot jugar 1 jugador i comprèn 18 nivells.